# Alcancía (recipiente)

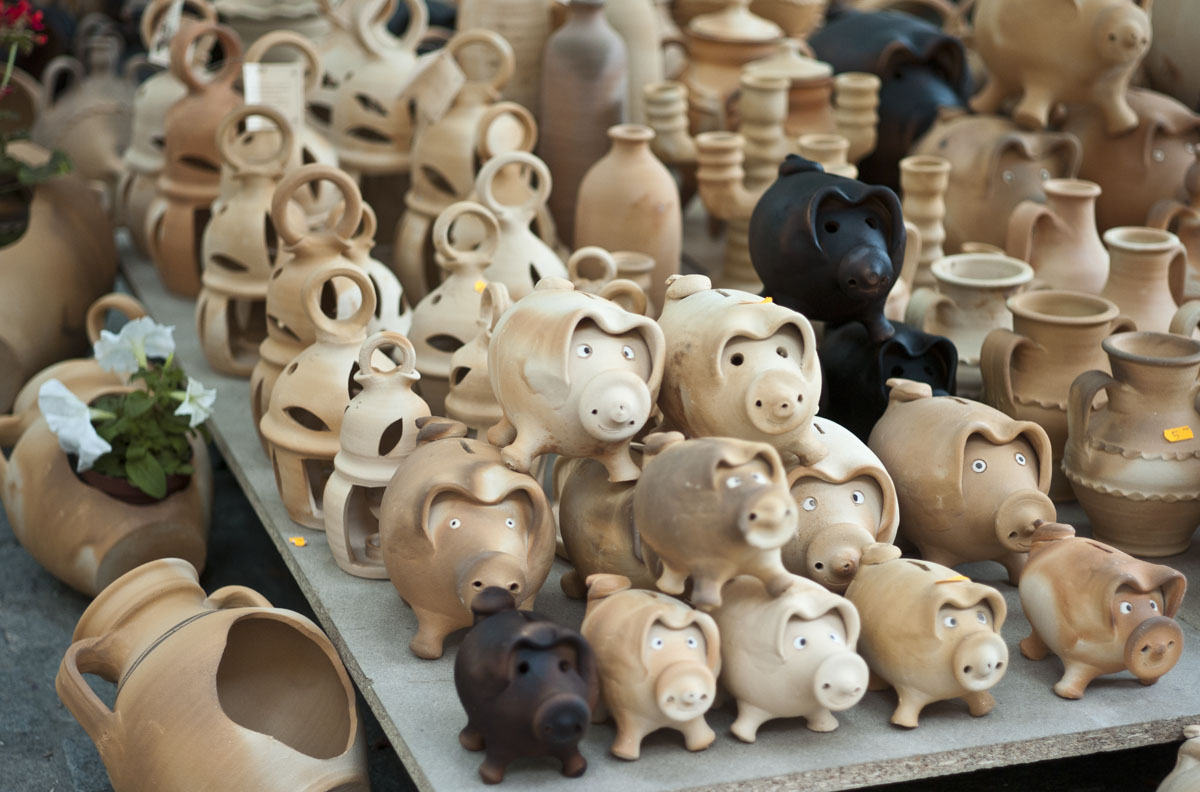
Alcancías de barro (también llamadas, por su forma, cochinitos, chanchitos o cerditos) en una feria de alfarería y cerámica en 2012, en Zamora (España).

La alcancía (árabe: الكنزية, al-kanzíyya, el tesoro oculto), también conocida como hucha, es una pieza tradicional alfarera en forma de vasija de perfil ovoide, culminada en su parte más alta por un remate cónico, y totalmente cerrada pero que presenta, por lo general en su parte superior, una estrecha hendidura para guardar monedas. Las alcancías tradicionales son de barro, y para recuperar las monedas es necesario romperlas. La alcancía común y más popular no se vidriaba.
Tanto los diccionarios generales como los manuales especializados completan este significado con otros dos estrechamente ligados a la morfología de la pieza y a la violencia de su final: la alcancía como "bola hueca de barro seco" (al sol), del tamaño de una naranja, que contiene flores o cenizas y se usaba como arma arrojadiza en los juegos de alcancías (llamados también correr alcancías). El otro significado, más declaradamente bélico, se le daba a las ollas que, cargadas de alquitrán u otro tipo de material inflamable, se utilizaban como arma de guerra.

## Etimología
La palabra alcancía proviene del árabe hispánico alkanzíyya, este del árabe clásico kanz, tesoro, y este del pelvi ganǰ . En España se suele utilizar el nombre de hucha, este del galicismo «huche» que a su vez viene del latín «hutica» de origen incierto , pero posiblemente viene de hutta, hudja que significa ocultar, si bien en muchas zonas rurales de Andalucía aún esta en uso bajo el sonido fonético de arcanÇia.

## Historia

### Precedentes en la cultura china
En China, la alcancía se llama " puman " (chino : 扑满 ; pinyin : pū mǎn ; literalmente: "golpear-llenar"), el rastro chino más antiguo de la alcancía es el de Ge Hong (葛洪), un letrado de la dinastía Jin (265-420), que la describe en el quinto rollo de " Xijing zaji " (西京杂记) el cual dice: En cuanto a la alcancía, para hacerla de la tierra, para acumular dinero, hay un agujero para entrar en ella, pero no para salir, cuando está llena golpearla.
También se sabe que las alcancías existen al menos desde la Dinastía Song (960-1279).

### En la Antigua Grecia
El hallazgo occidental más antiguo de la alcancía data del siglo II a. C., en la colonia griega de Priene , Asia Menor, que se presentan con la forma de un templo griego en miniatura con una hendidura en el frontón. Alcancías de diversas formas también se encontraron en Pompeya y Herculano, y aparecen con bastante frecuencia en los sitios provinciales de la antigüedad tardía , particularmente en Britania y a lo largo del Rin.

### En el sudeste asiático
El término javanés e indonesio "cèlèngan" (literalmente "parecido a un jabalí", pero que solía significar tanto "ahorro" como "alcancía") es usado como símbolo en los bancos nacionales de Indonesia. La etimología de la palabra es desconocida, pero existe una alcancía Majapahit del siglo XV con tal diseño. Se han descubierto varios de estos recipiente con forma de jabalí en el sitio arqueológico que rodea a Trowulan, un pueblo en la provincia indonesia de Java Oriental y posible capital del antiguo Imperio mayapajit.

### Antiguos modelos ingleses
En la Inglaterra del siglo XV, para fabricar artículos y utensilios de cocina se utilizaba un tipo de arcilla barata de color anaranjado que se conocía como "pygg", aunque otras fuentes proponen que "pygg" era una variante dialectal de "pig". En la actualidad, "Piggy" es un diminutivo de "pig" (‘cerdo’ en inglés). Al parecer, a partir del renacimiento, al sur de las islas británicas se empezaron a usar ollas y jarras para guardar monedas, produciendo así el término concreto "pygg jar", que ya en el siglo XVIII derivó en piggybank. El nombre evoca el juego de palabras con los nombres en inglés de la arcilla y del cerdo ("pygg", tipo de arcilla, y "pig", cerdo) y los conceptos asociados a la riqueza y la abundancia).

## Alcancías cervantinas
Cervantes recoge el significado de alcancía como hucha de ahorros en una de las "cartas de Teresa Panza a Sancho Panza, su marido", que pueden leerse en el Capítulo LII del Quijote:

Sanchica hace puntas de randas; gana cada día ocho maravedís horros, que los va echando en una alcancía para ayuda a su ajuar; pero ahora que es hija de un gobernador, tú le darás la dote sin que ella lo trabaje. La fuente de la plaza se secó; un rayo cayó en la picota, y allí me las den todas. Espero respuesta désta, y la resolución de mi ida a la Corte; y con esto, Dios te me guarde más años que a mí, o tantos; porque no querría dejarte sin mí en este mundo.

## Correr alcancías
Se llamaba juego de alcancías o correr alcancías a una especie de torneo en que un grupo de jinetes a caballo contendían arrojándose alcancías rellenas de ceniza o flores que, en el mejor de los casos, se estrellaban en la adarga o en el escudo. Enrique de Leguina y Vidal (barón de la Vega de Hoz), en su Glosario de voces de armería, tras citar el Tesoro de la lengua castellana, de Sebastián de Covarrubias, define como alcanciazos a dichos golpes.
También lo describe Miguel de Cervantes en el Capítulo XX del Quijote. Donde se cuentan las bodas de Camacho el rico, con el suceso de Basilio el pobre:

Deste modo salieron y se retiraron todas las dos figuras de las dos escuadras, y cada uno hizo sus mudanzas y dijo sus versos, algunos elegantes y algunos ridículos, y sólo tomó de memoria don Quijote —que la tenía grande— los ya referidos; y luego se mezclaron todos, haciendo y deshaciendo lazos con gentil donaire y desenvoltura; y cuando pasaba el Amor por delante del castillo, disparaba por alto sus flechas, pero el Interés quebraba en él alcancías doradas.

## Glosario de nombres
El tesoro lingüístico de la cultura popular ofrece una rica galería de nombres para designar un pequeño objeto, aparentemente insignificante, como la alcancía. Entre los sinónimos más conocidos: hucha, cerdito o chanchito, cofre o cofrecillo... Entre los más antiguos: hurtadineros, ladronera, olla ciega y vidriola. Y entre las voces regionales: almajarra, driola, ladriola, furchaina, furtainés.

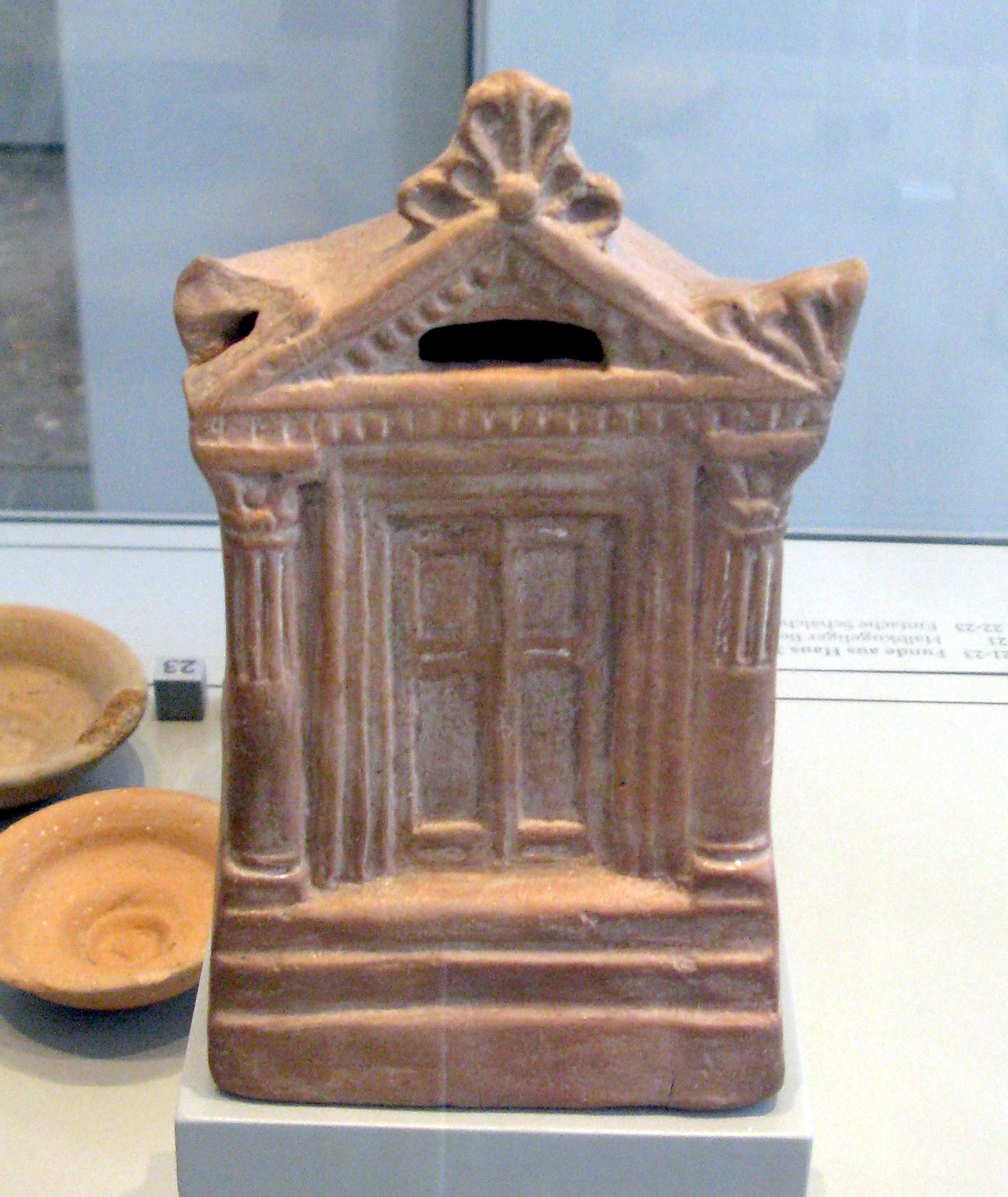
Alcancía griega del siglo II a. C. encontrada en un templo de Priene, Jonia central
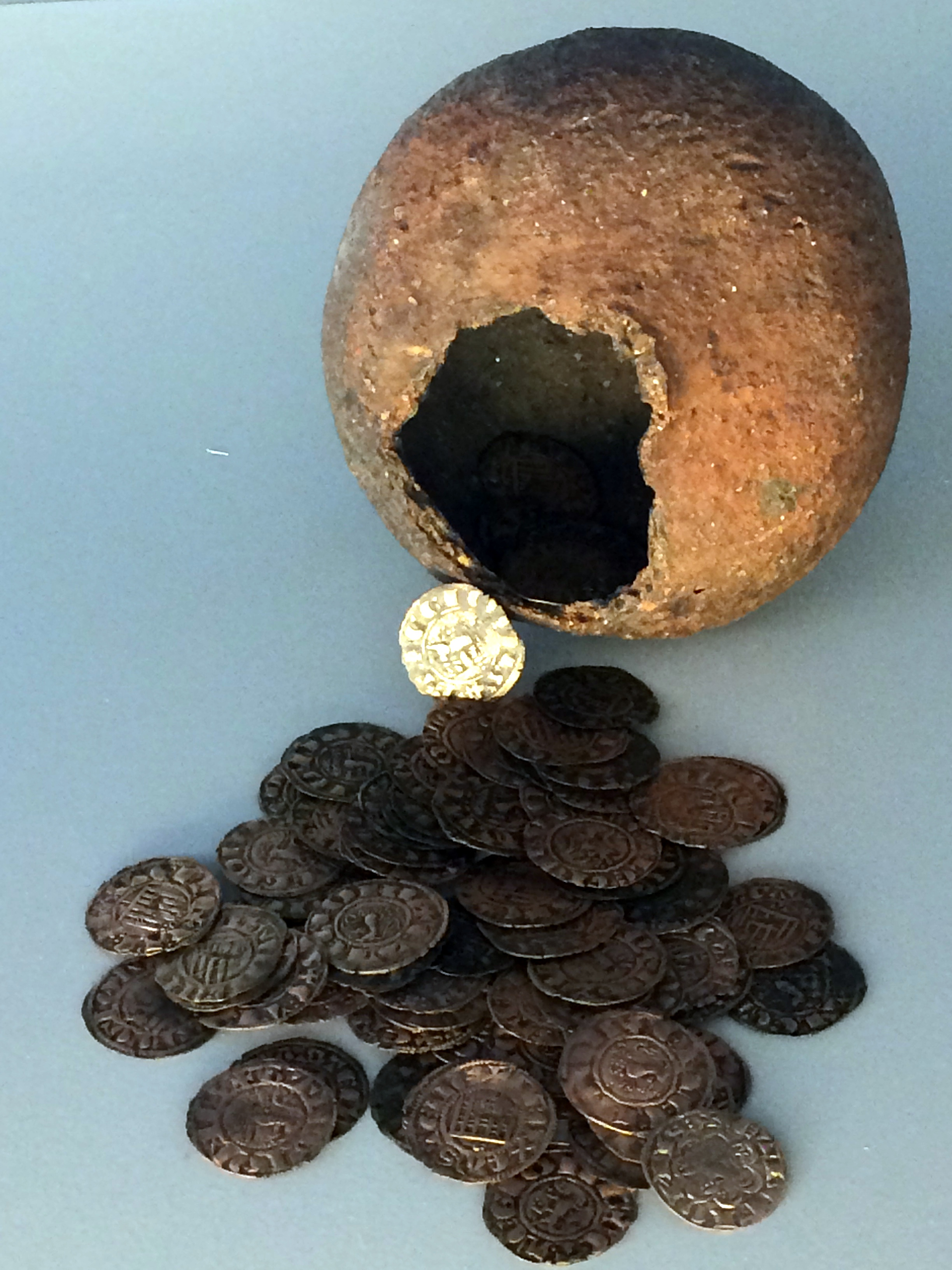
Alcancía medieval europea (Asturias, España)
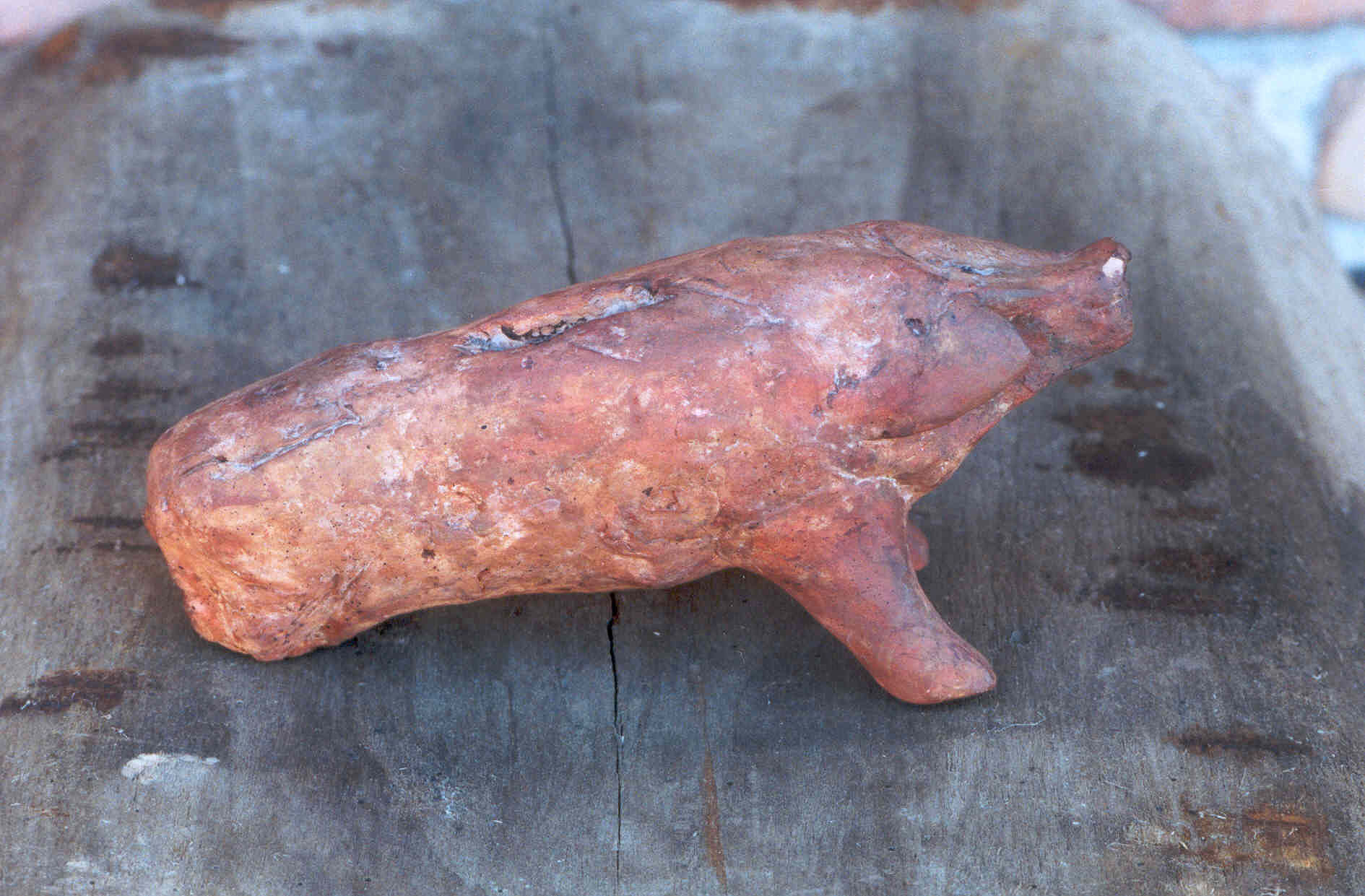
Réplica de una alcancía alemana del siglo XIV (ca. 1300). Museo Ruhlsdorf.
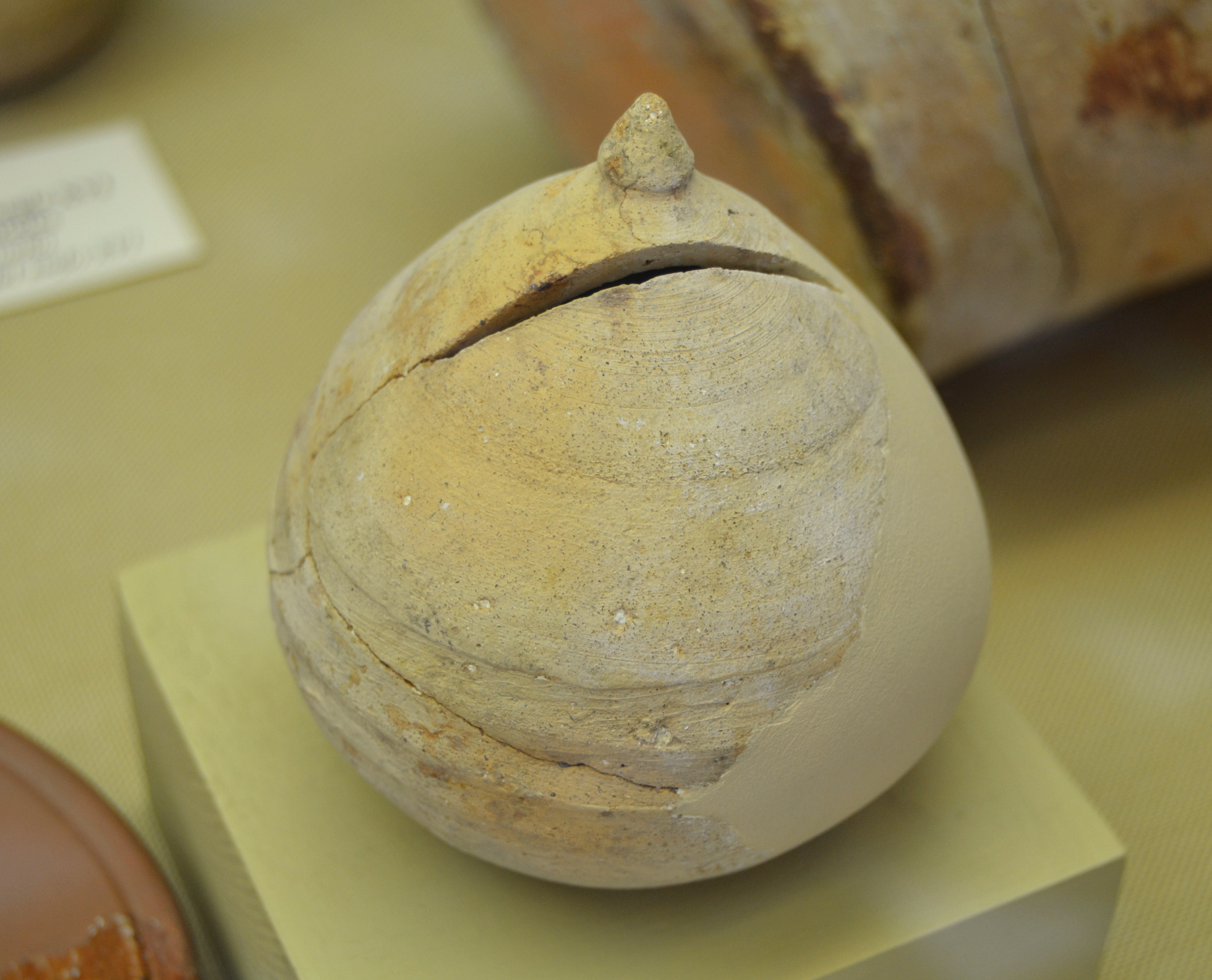
Alcancía del siglo XVI. Museo Soler Blasco, Jávea (Alicante).
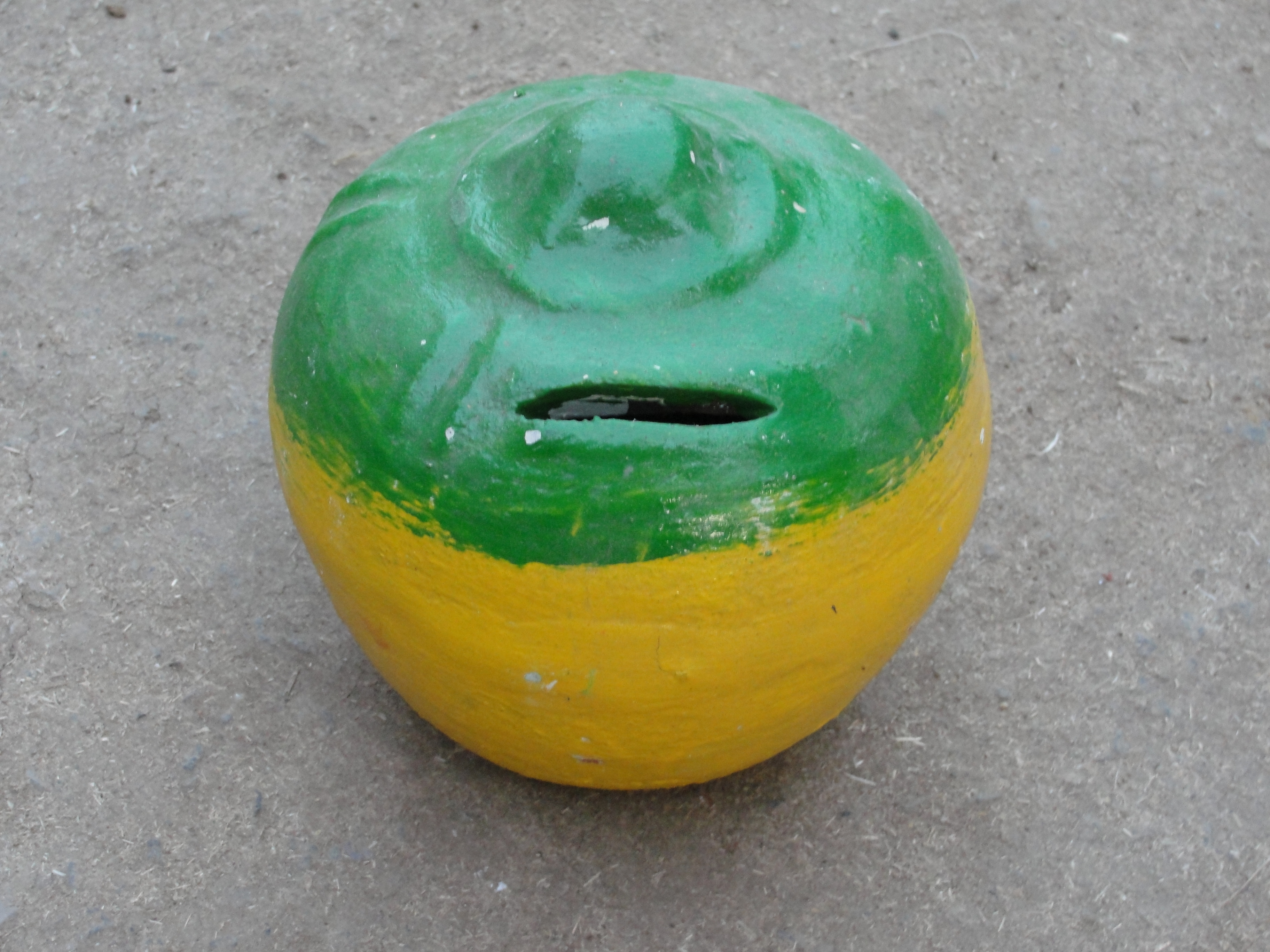
Arcilla pintada. Alfarería tamil (India).